# Puškinovo muzeum
Puškinovo muzeum, celým názvem Státní muzeum výtvarných umění Alexandra Sergejeviče Puškina (rusky Государственный музей изобразительных искусств имени Александра Сергеевича Пушкина), je umělecko-historické muzeum v hlavním městě Ruska Moskvě, jedno z nejvýznamnějších muzeí umění v zemi. Budova galerie, která stojí nedaleko řeky, asi 1 km jihozápadně od Kremlu, je současně významným památníkem ruské novoklasicistní architektury konce 19. století.

## Vznik a vývoj muzea
Za myšlenkou zřízení výtvarného muzea v Moskvě jako umělecké instituce shromažďující poklady světového umění stály aktivity významných osobností ruského veřejného života poloviny 18. století – spisovatelky Z. A. Volkonské, akademika S. P. Ševyrjova, generála N. V. Isakova a historika umění I. V. Cvětajeva, který se zároveň stal jeho prvním ředitelem. Změny v nazírání na důležitost vzdělávacího a výchovného poslání umění se staly hybnou silou přetvářející ušlechtilé myšlenky na hmatatelný výsledek.
Zřízení muzea přímo souviselo s převezením sbírky N. P. Rumjanceva z Petrohradu do Moskvy a zřízení Rumjancevova muzea. Muzeum zápasilo s existenčními problémy a i jeho sbírkový fond byl velmi různorodý a nesystematický. To ještě více podnítilo potřebu zřídit muzeum klasického umění.
Mezi nejzapálenější zastánce této myšlenky patřil tehdejší ředitel Rumjancevova muzea I. V. Cvětajev. Podařilo se mu obstarat pozemek i finance na stavbu muzejní budovy. Základní kámen muzea byl položen 17. srpna 1898. Značnou část finančních prostředků věnoval podnikatel a diplomat J. S. Něčajev-Malcom. Přestože veřejnou soutěž na projektanta budovy vyhrál architekt P. S. Bojcov, práce na projektu budovy galerie byly svěřeny architektu R. I. Klejnovi. Klejn se při realizaci projektu i samotné stavby obklopil skupinou významných architektů a stavitelů té doby a vedle nich pracemi na stavbě prošla i řada mladých ruských architektů.

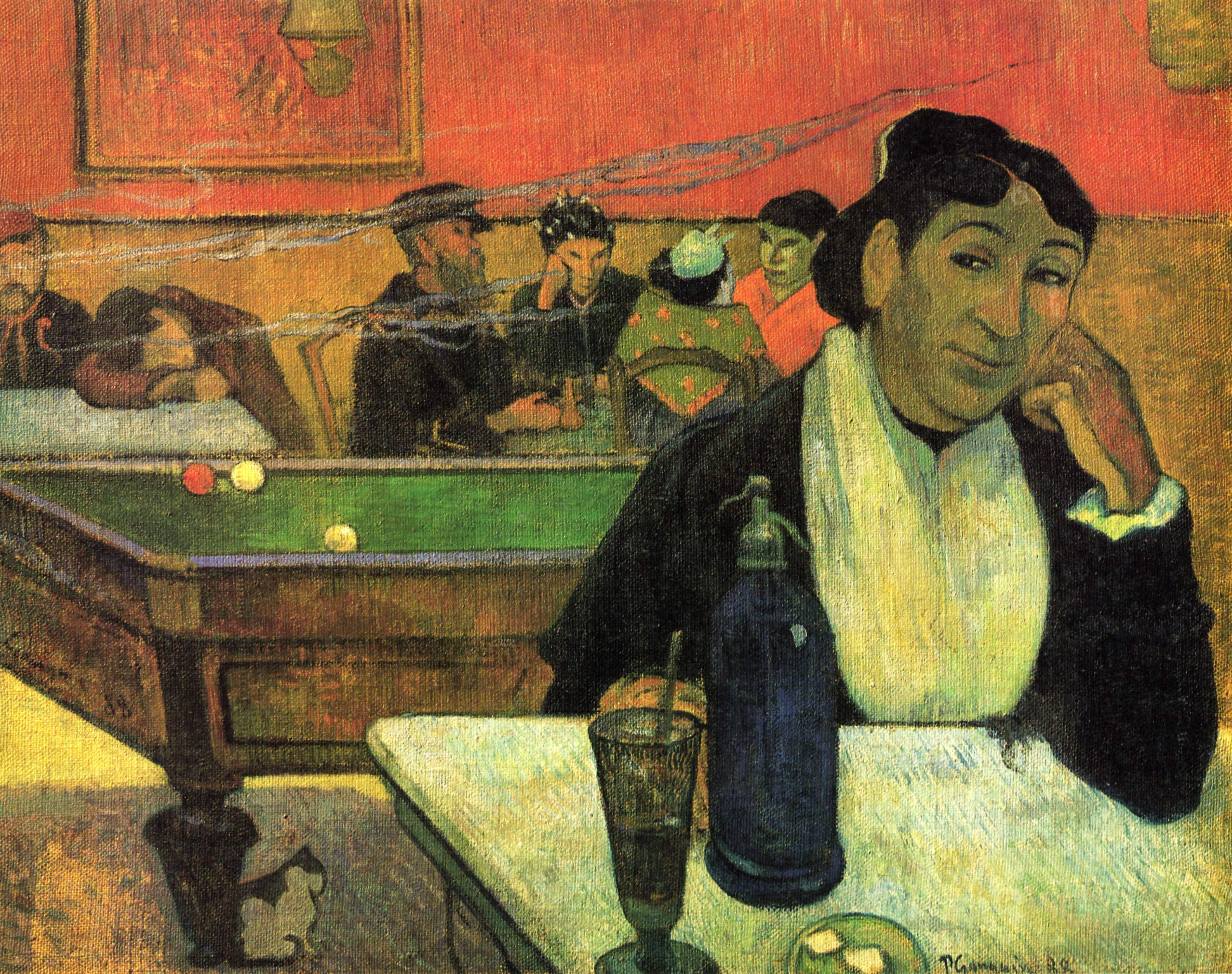
Paul Gauguin, Café de Nuit v Arles, 1888, olej na jutovém plátně

V roce 1904 byly stavební práce ukončeny. Slavnostní otevření muzea pod názvem Muzeum krásných umění Alexandra III. při Moskevské carské univerzitě (Музей изящных искусств имени императора Александра III при Московском императорском университете) se konalo 31. května (13. června) 1912. Pod tímto názvem muzeum existovalo až do roku 1932 kdy dostalo název Státní muzeum výtvarných umění (Государственный музей изобразительных искусств). O dalších pět let k tomuto názvu přibylo jméno velikána ruské literatury A. S. Puškina.
Muzeum vzniklo původně jako součást Moskevské univerzity a tvořilo tzv. Kabinet výtvarných umění a starožitností jako vědecko-umělecké pracoviště s cílem shromažďování a záchrany předmětů světového umění. Po Říjnové revoluci, když vyšly dekrety o evidenci a ochraně uměleckých památek, se sbírky významně rozrostly konfiskací soukromých sbírek a jejich umístěním do centrálních depozitářů. Dekret o zákazu vývozu uměleckých a historických památek do zahraničí, vydaný v září 1918, omezil vývoz cenného uměleckého dědictví. V závěru roku 1924 byly slavnostně otevřeny dva sály obrazové galerie s instalovanou výstavou ze shromážděných uměleckých cennosti a ze sbírek přenechaných jinými muzei, mezi nimi i např. Petrohradskou Ermitáží.

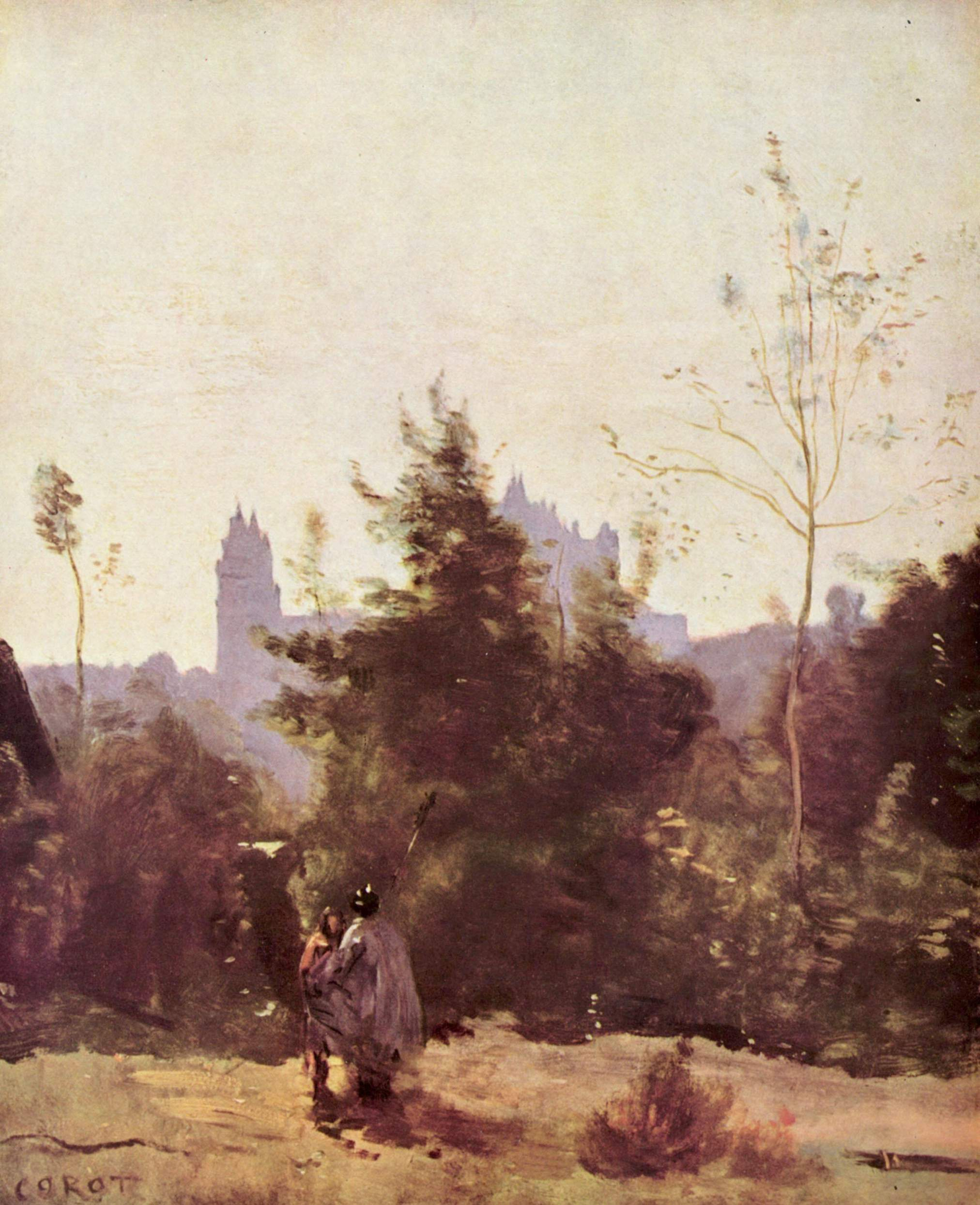
Jean-Baptiste Camille Corot, Zámek Pierrefonds, 1860 - 1861, olej na plátně

Rok 1924 lze považovat za počátek systematického obohacování sbírek uměleckých děl v muzeu. Do tohoto období spadá zisk několika významných děl, např. Země s Herkulem a Bakcha od Nicolase Poussina, Tábořiště a Satira na lékaře od Antoina Watteaua jakož i díla jiných francouzských umělců: J. H. Fragonarda, J. S. Chardina nebo J. L. Davida. V roce 1929 byly sbírky obohaceny o čtyři díla nizozemského umělce Rembrandta.
Významný přínos pro umělecké sbírky rodícího se muzea představovaly obrazy pocházející z petrohradských soukromých sbírek – např. sbírka z panství rodu Šeremetěvů, sbírka hraběte P. S. Stroganova či sbírka významného ruského sběratele umění na přelomu 19. a 20. století D. I. Ščukina. Současně sbírkový fond byl neustále obohacován uměleckými předměty, které muzeu věnovaly jiné obrazárny. Například z Treťjakovské galerie získalo muzeum kolekci byzantských ikon; několik vzácných maleb muzeum získalo z moskevského Muzea dějin náboženství.
Budova galerie byla značně poškozena během druhé světové války. Muzejní exponáty se v té době nacházely ve městě Novosibirsku. Vzápětí po osvobození se začalo s opravou budovy a s přípravami na znovuotevření muzea. 3. října 1946 se muzeum otevřelo pro veřejnost. Opět se naplno obnovila vědecká a popularizační práce jako i doplňování sbírek přetrvávající prakticky do současnosti.
Puškinovo muzeum je kromě své hlavní činnosti známé tím, že se se zde od roku 1980 každoročně pořádá umělecký festival Prosincové večery. Od roku 1994 je organickou součástí Puškinova muzea tzv. Muzeum soukromých sbírek.

## Sbírkový fond
Sbírkový fond Puškinova muzea zahrnuje umělecké sbírky západoevropského umění od antiky do 20. století. Jejich základem byla kolekce sádrových kopií antických skulptur, římských soch a mozaik.
Po skončení druhé světové války byla v muzeu deponována velká část obrazových sbírek drážďanské galerie, která byla posléze vrácena do NDR. Světoznámý tzv. Priamův poklad, pocházející z trojských nálezů H. Schliemanna, který náležel do sbírek berlínského Pergamonu, zůstává součástí archeologických sbírek muzea.
Galerie se může pochlubit kolekcemi významných evropských malířských škol počínaje italskou renesancí a konče francouzskými impresionisty a postimpresionisty. Sbírkový fond v současnosti obsahuje téměř šest set tisíc exponátů výtvarného a užitého umění, archeologických nálezů, ale i mincí a uměleckých fotografií.

## Galerie

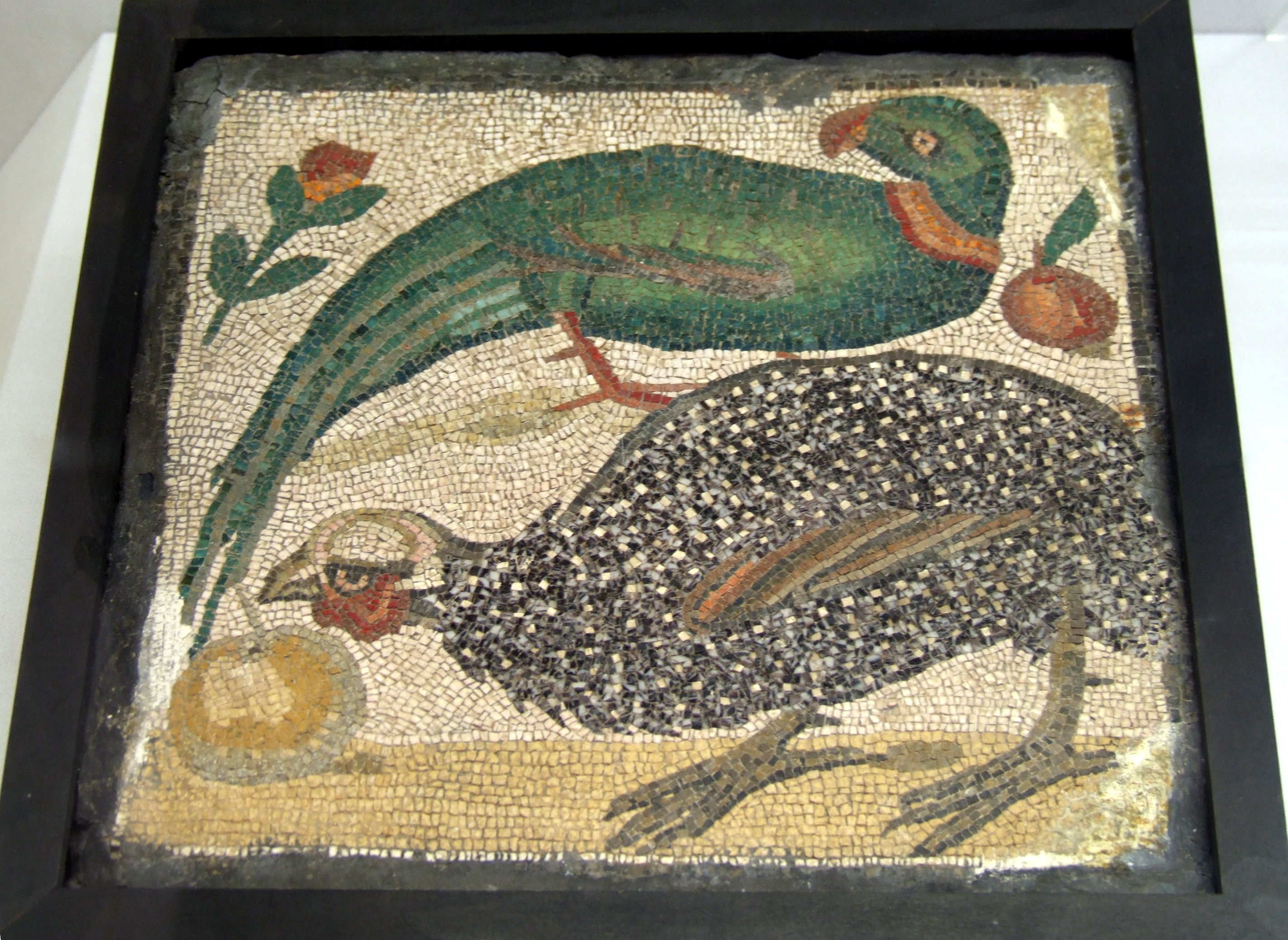
Římska mozaika s ptáky, 1. stol. po Kr.
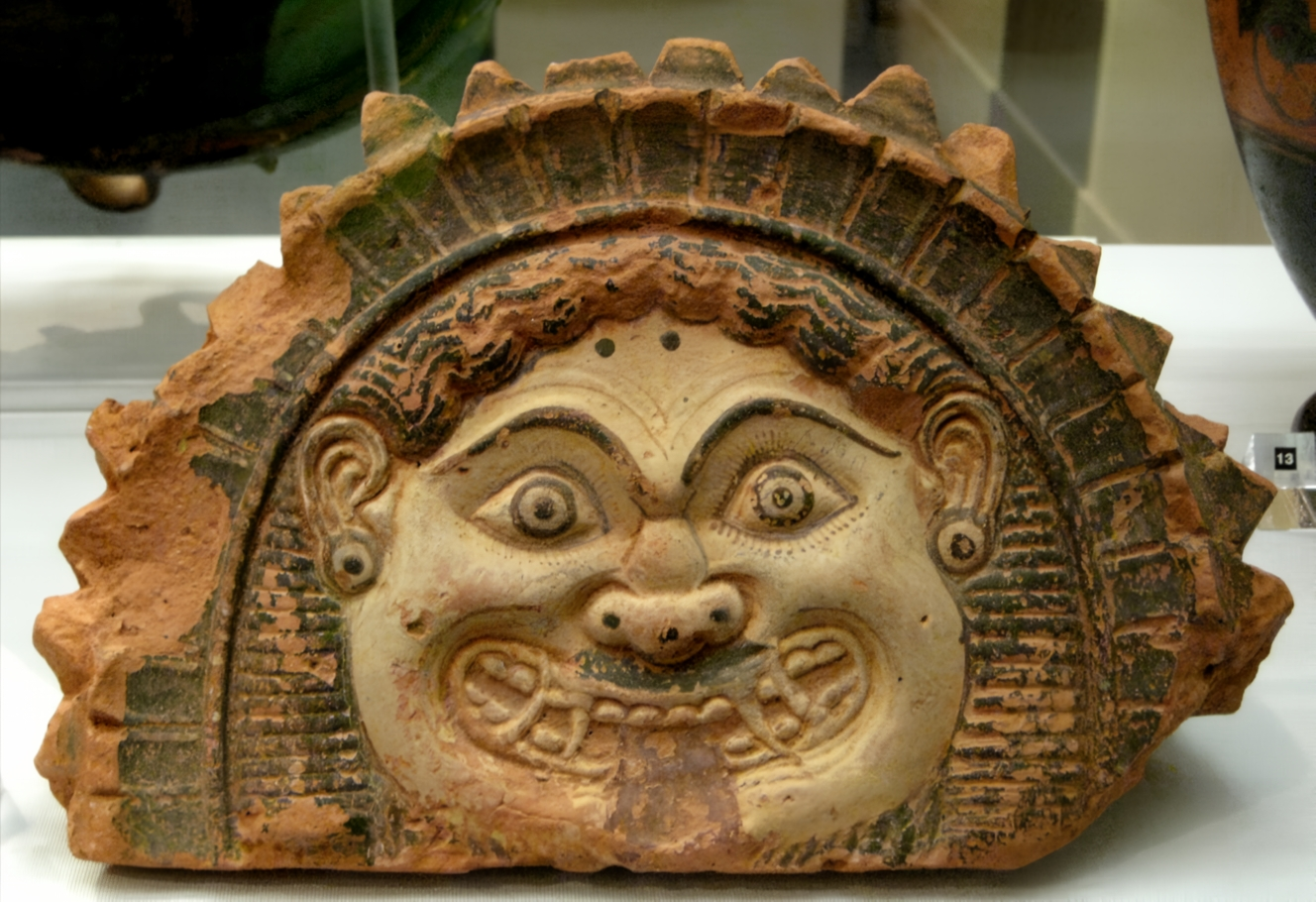
Hlava Gorgony, řecká skulptura
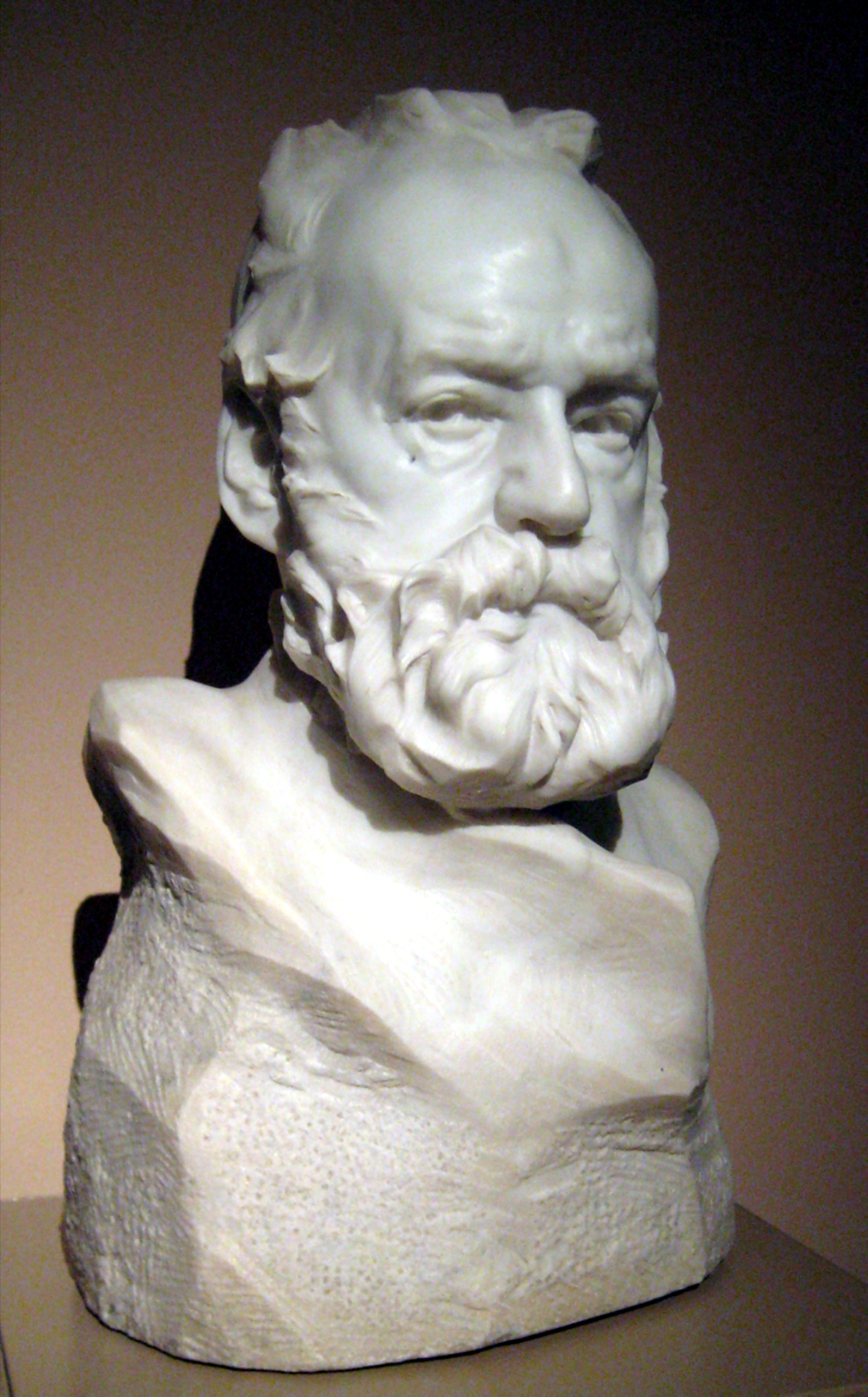
Auguste Rodin, Bysta Victora Huga, mramor
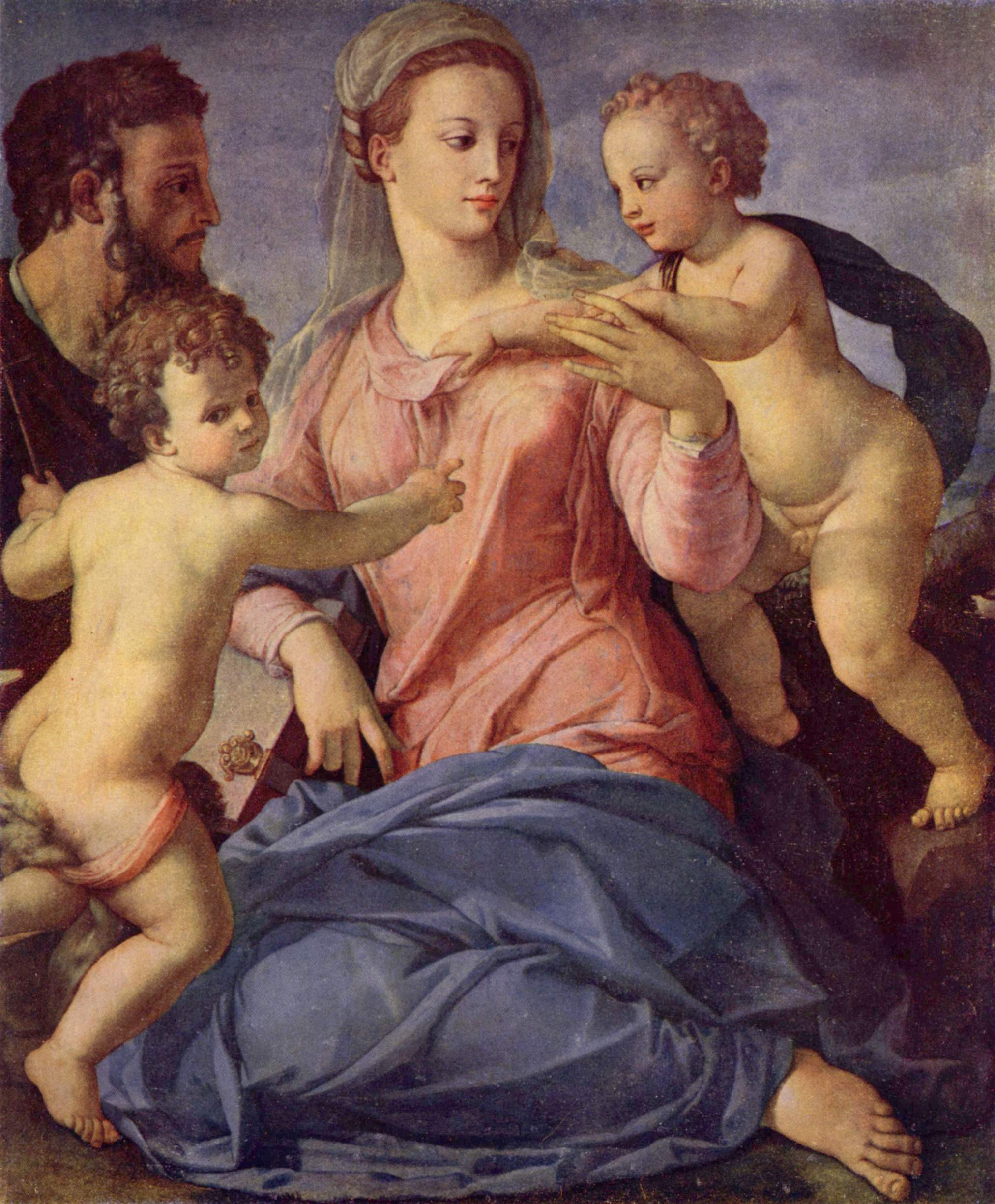
Agnolo Bronzino, Svatá rodina, 1540 – 1550,
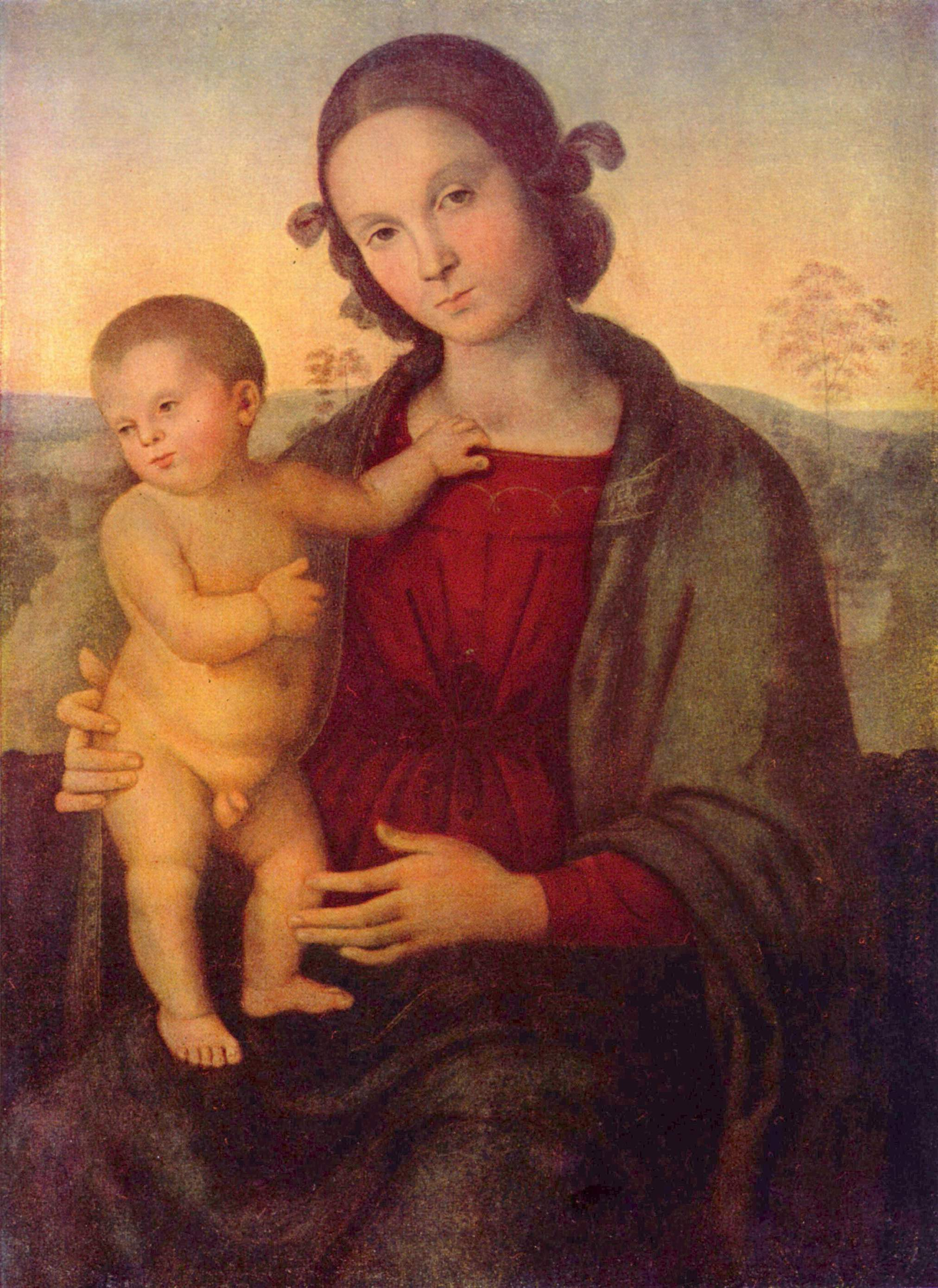
Pietro Perugino, Madona s Dítětem
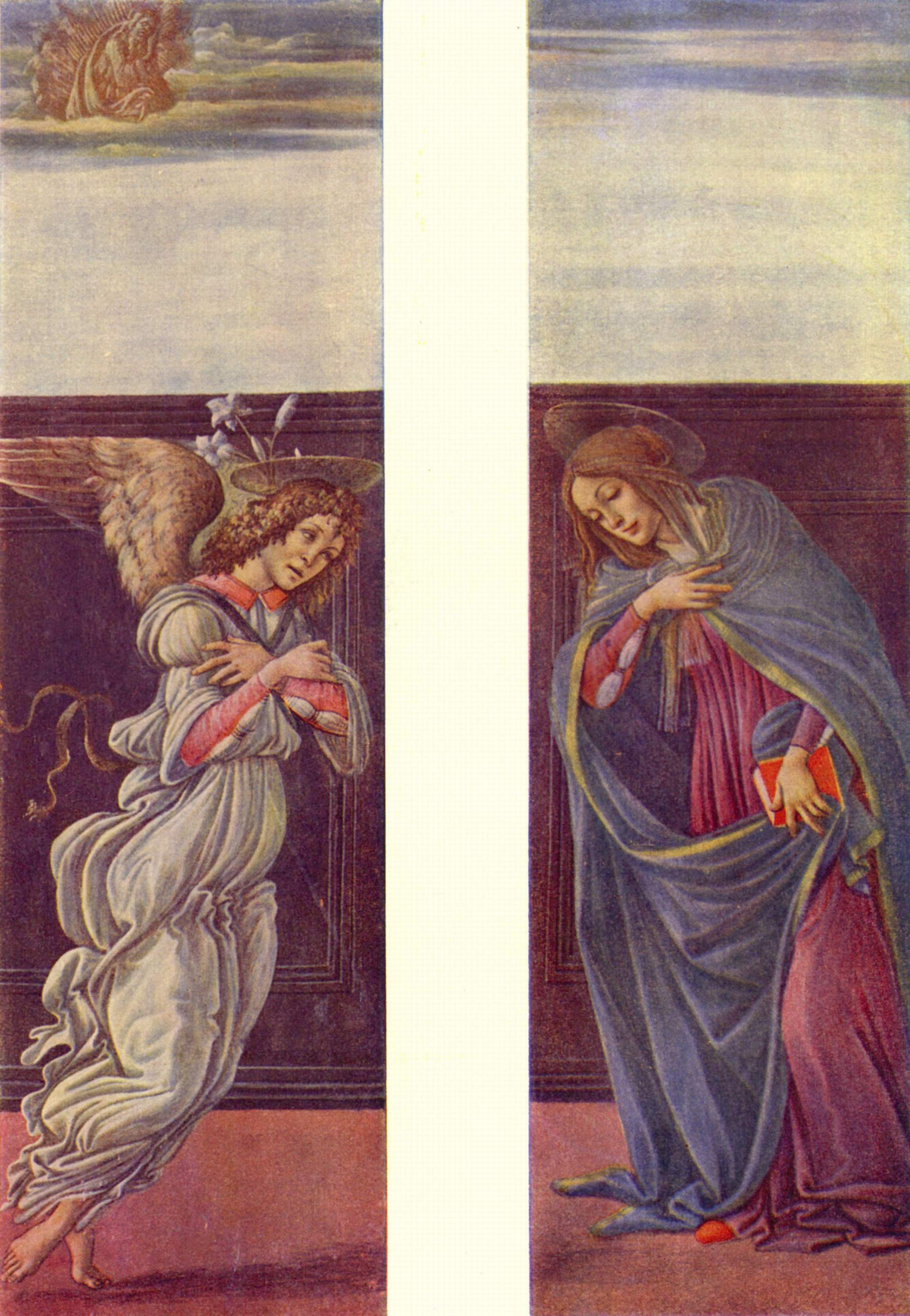
Sandro Botticelli, Zvěstování
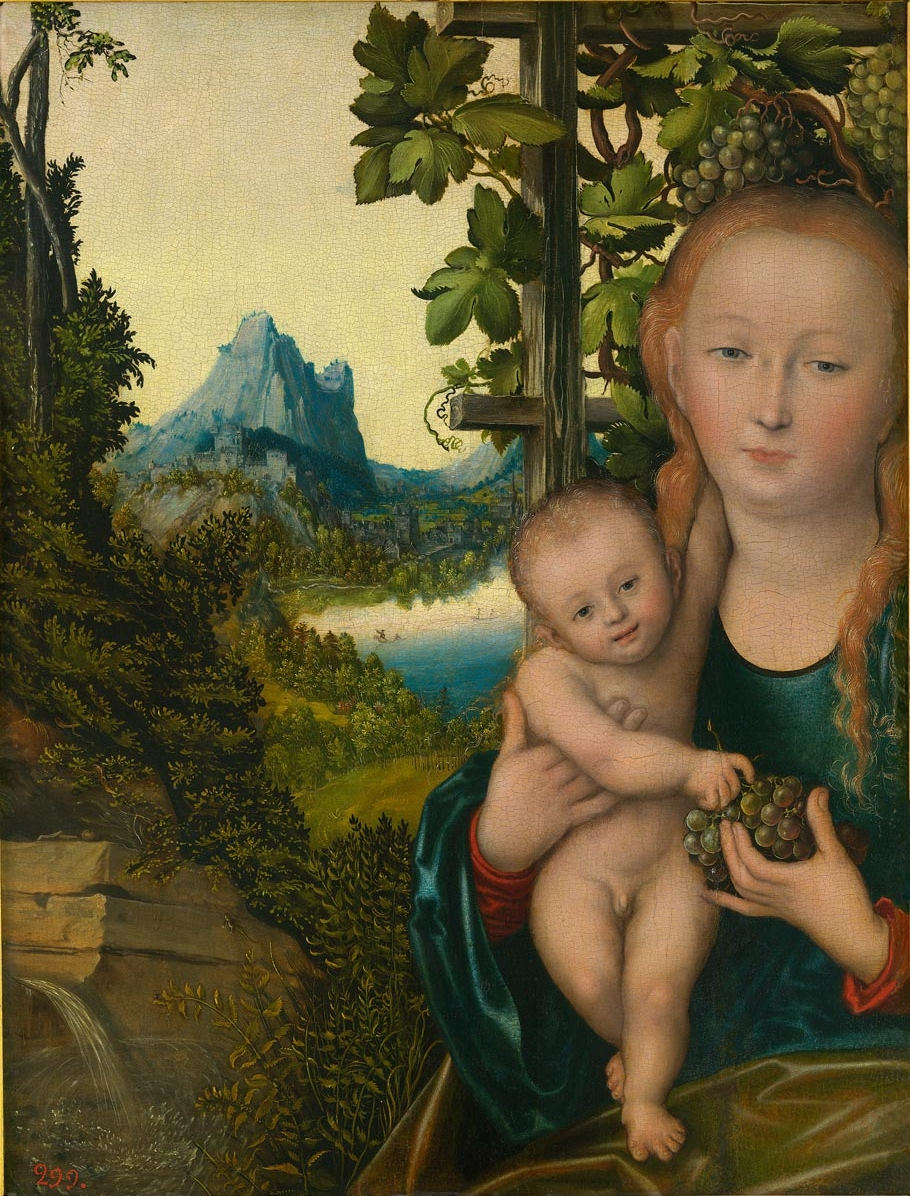
Lucas Cranach starší, Madona s dítětem
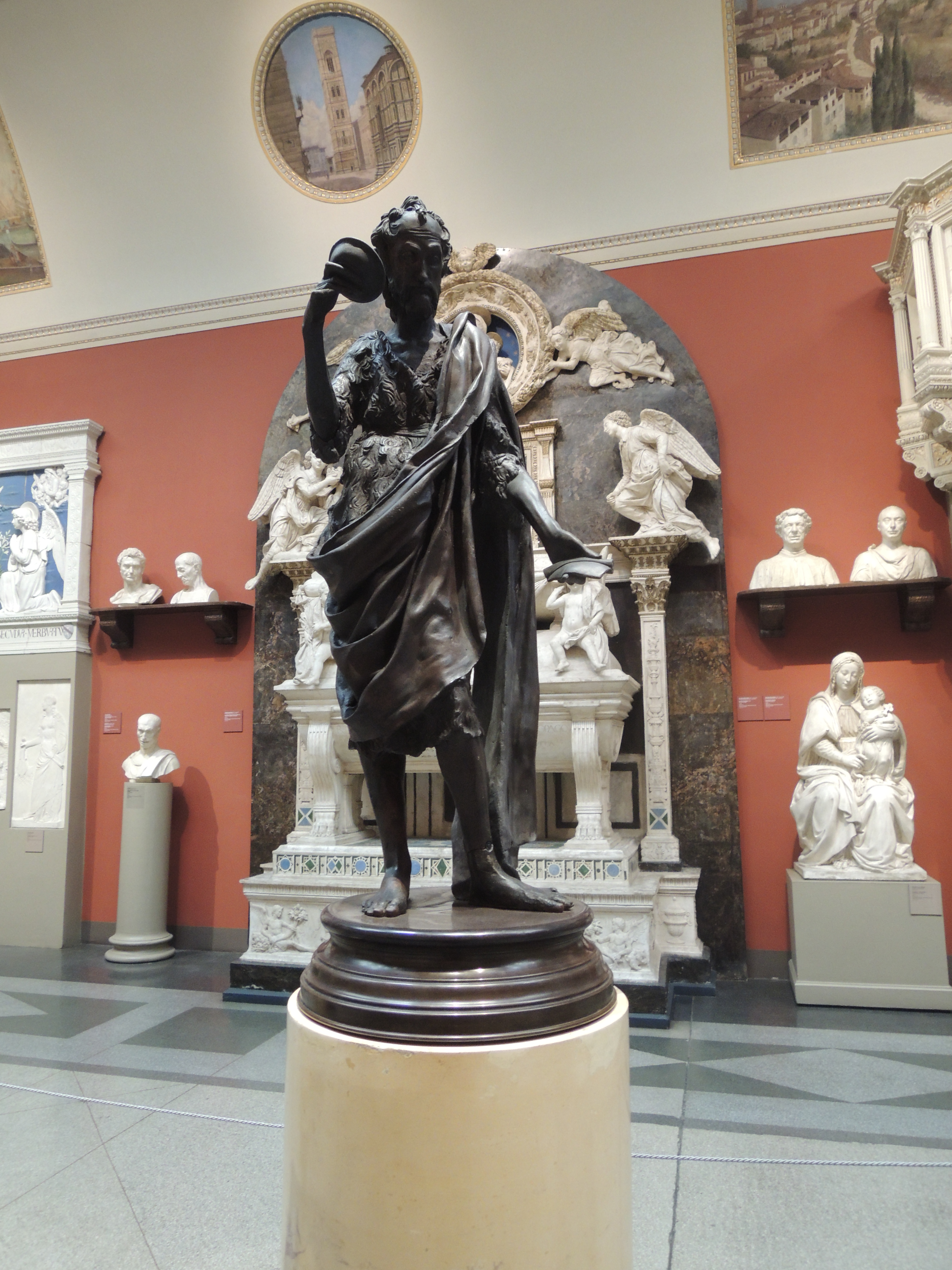
Donatello, Jan Křtitel
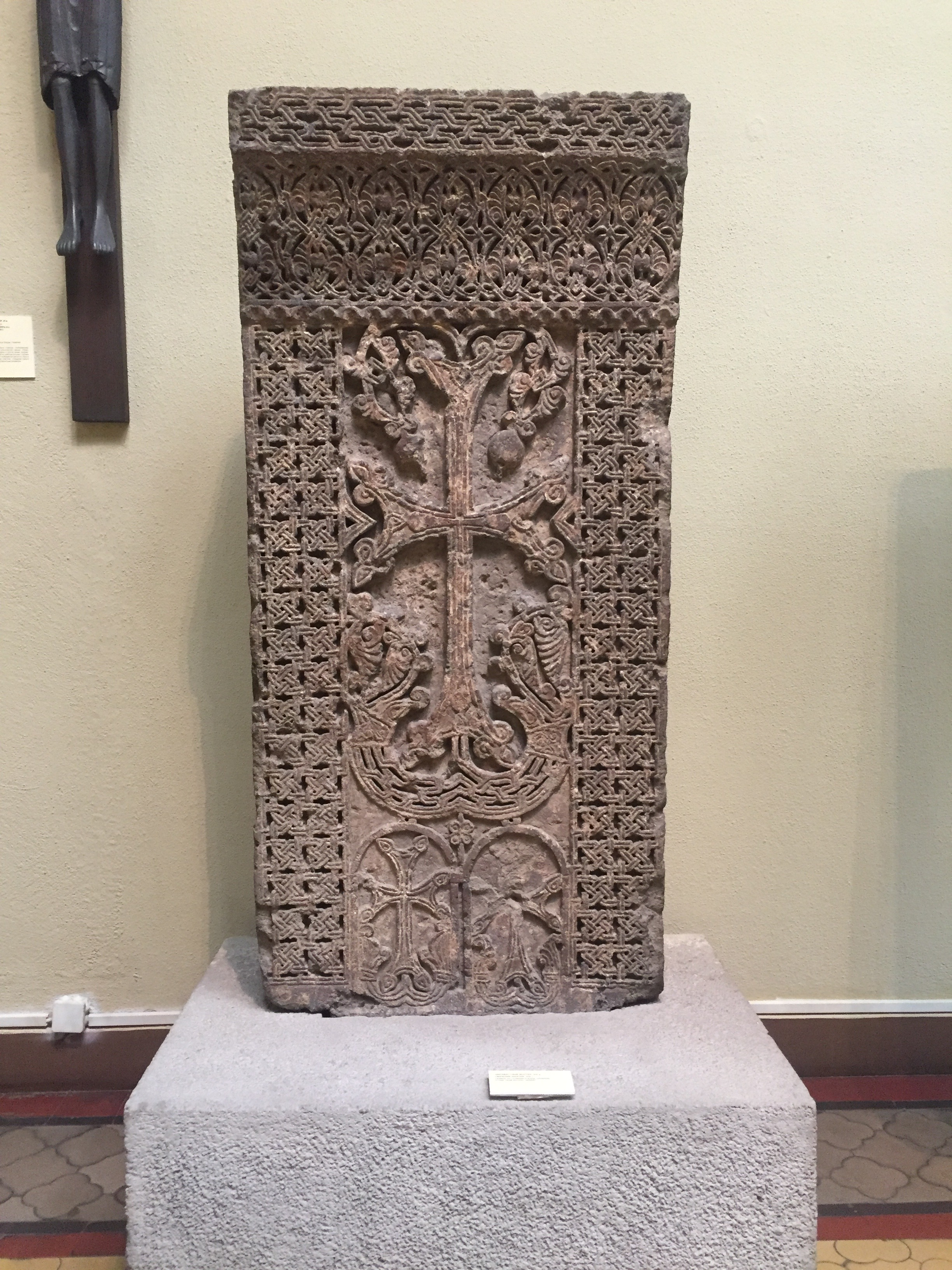
Arménský chačkar
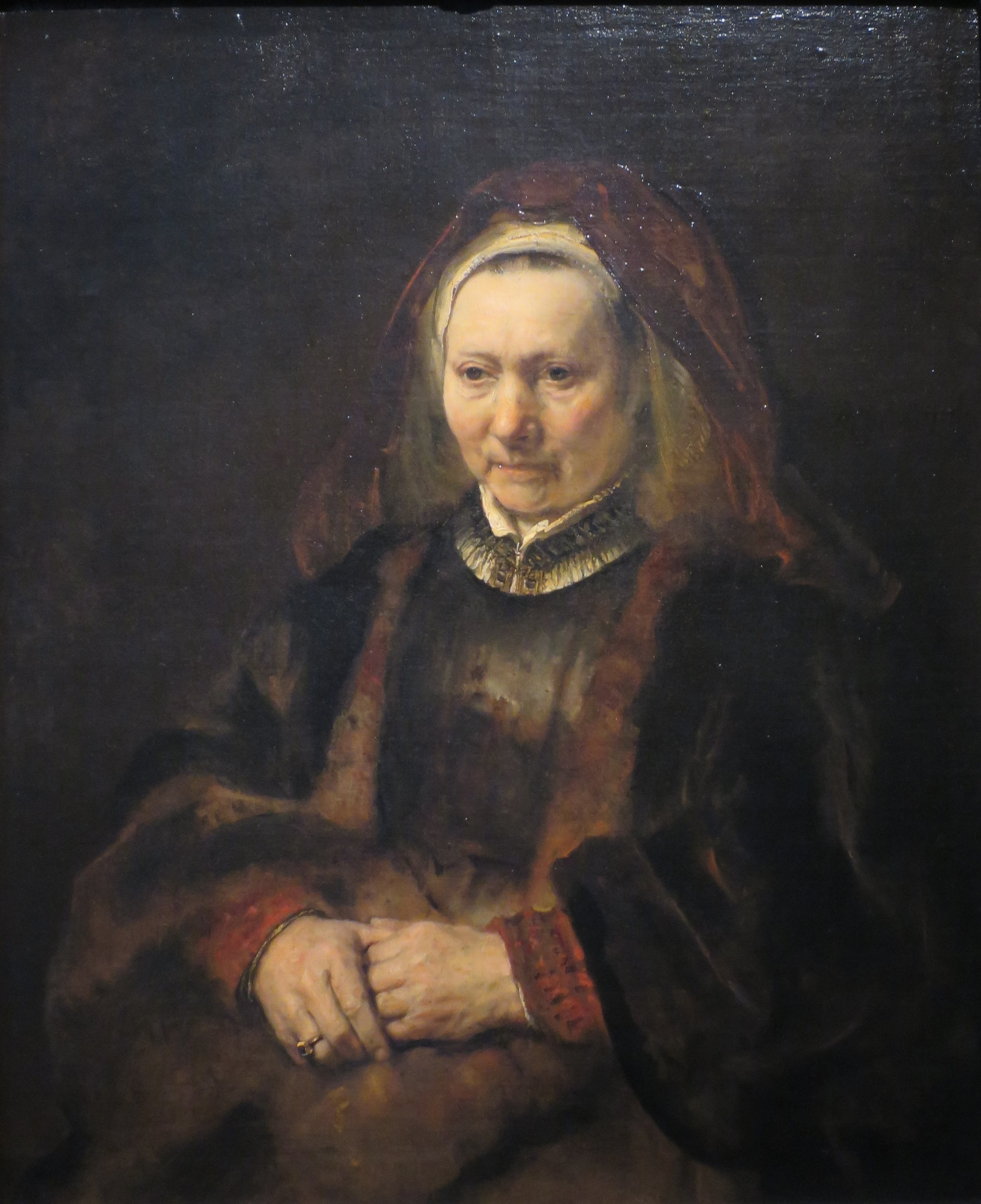
Rembrandt, Portrét stařeny,
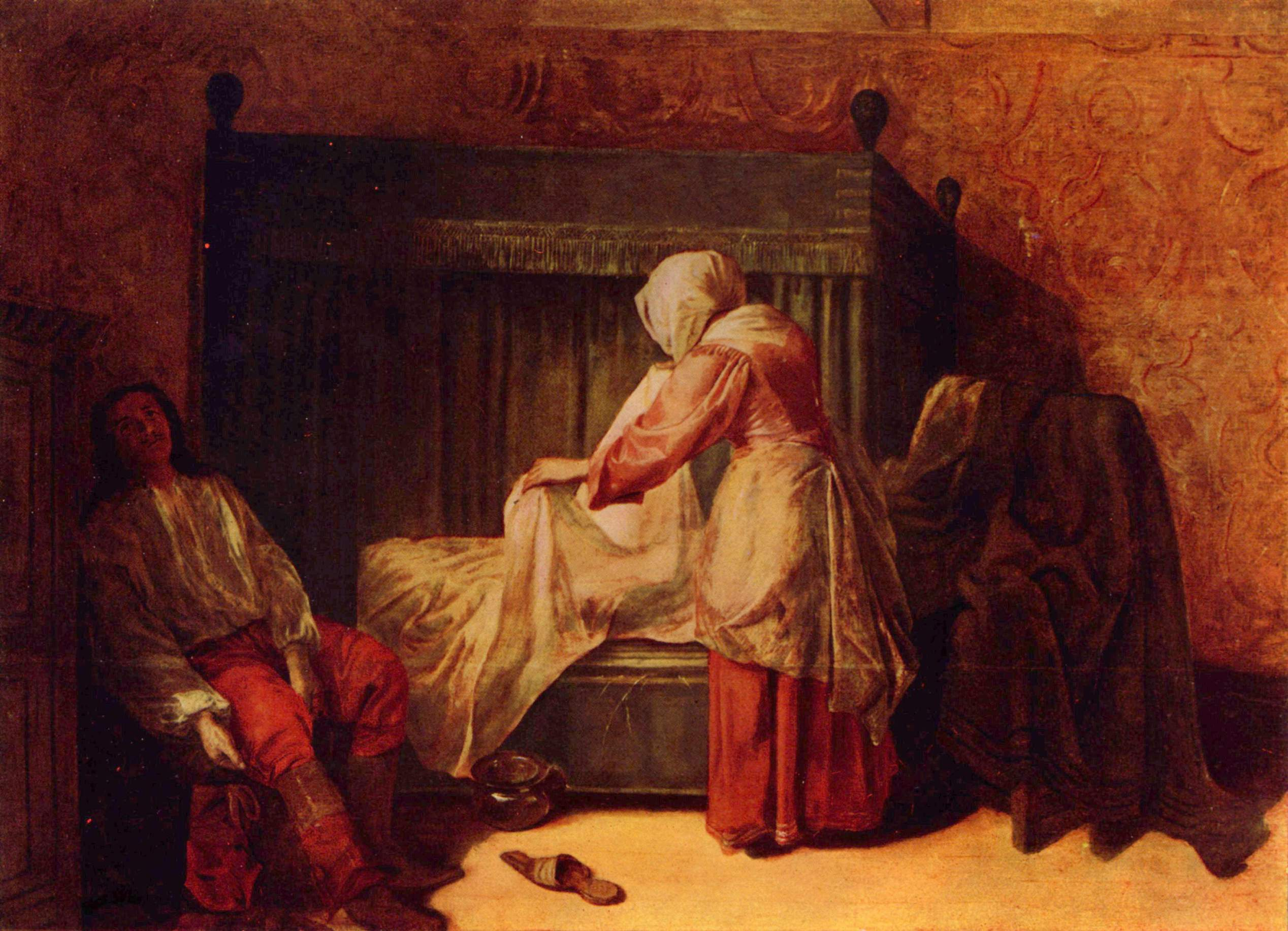
Pieter de Hooch, Toaleta mladého muže
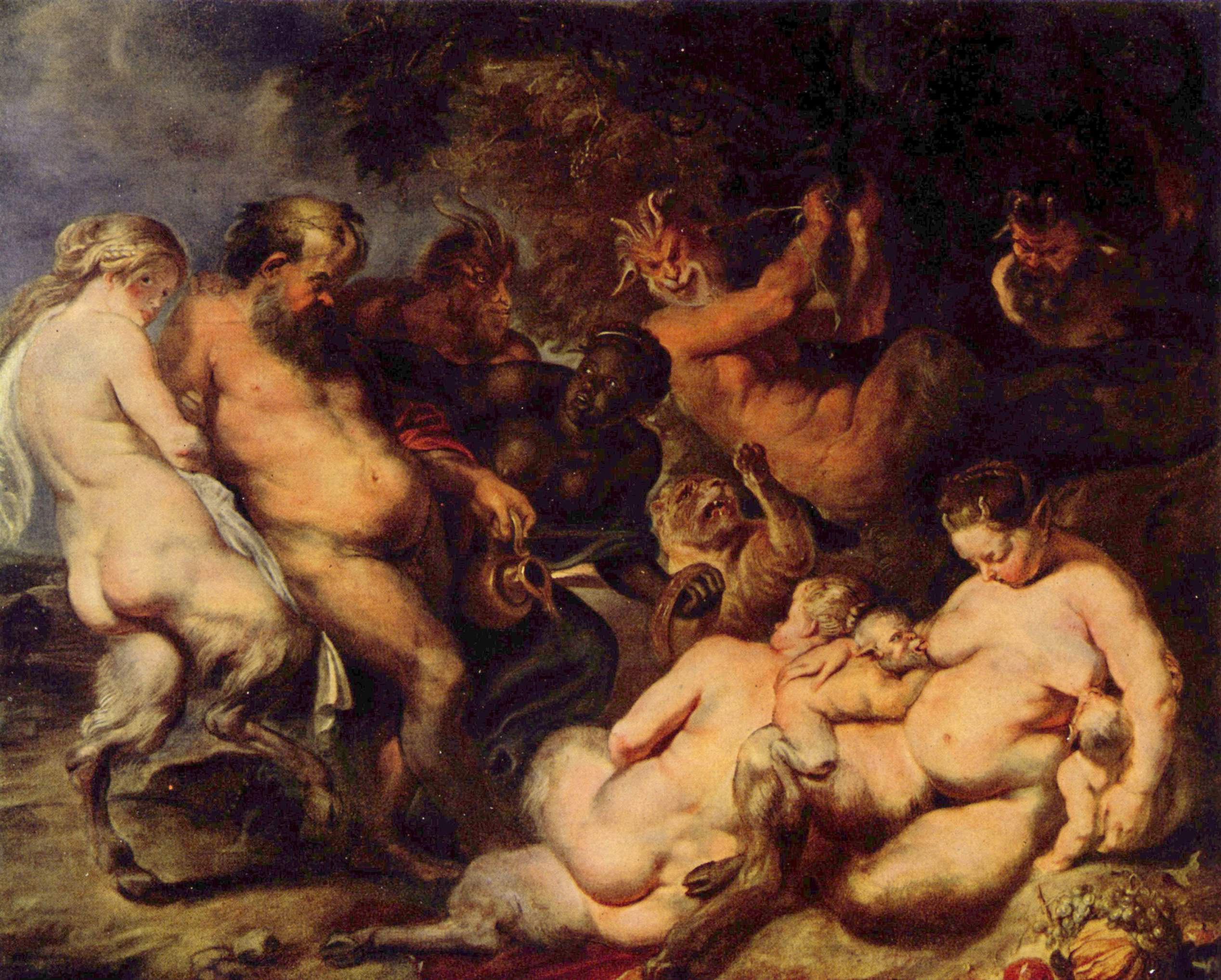
Peter Paul Rubens, Bakchanálie
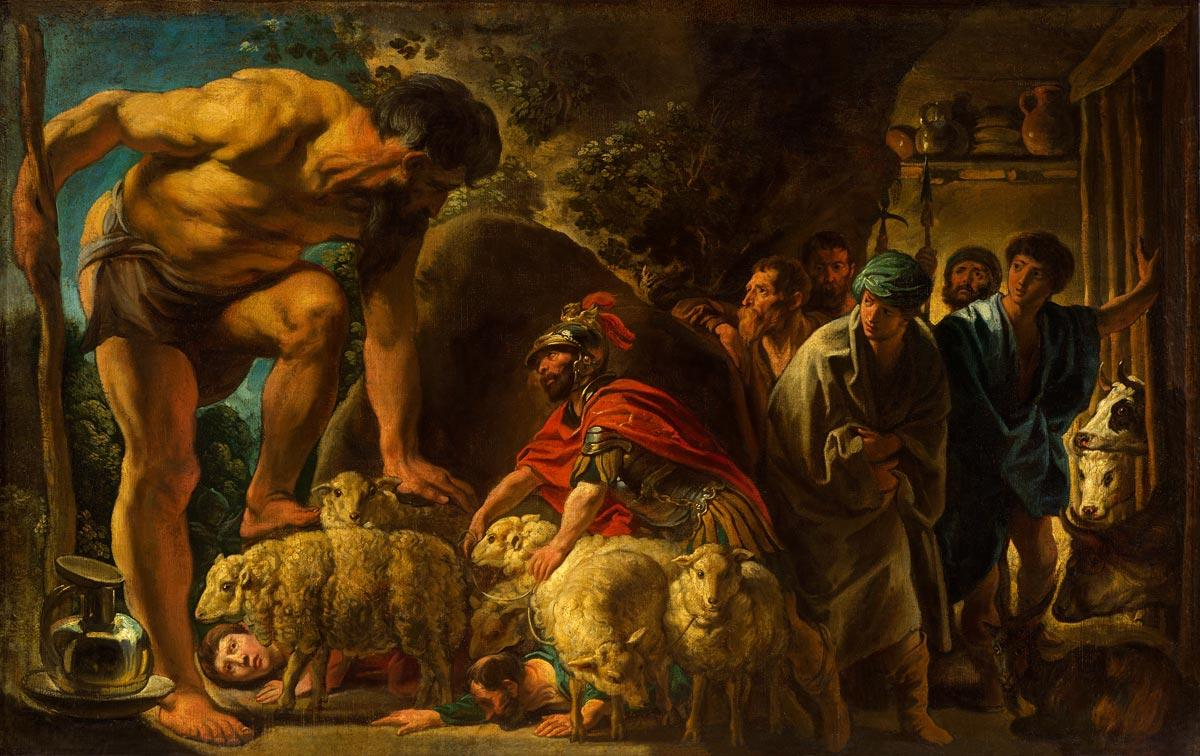
Jacob Jordaens, Odyseus v Polyfémově jeskyni
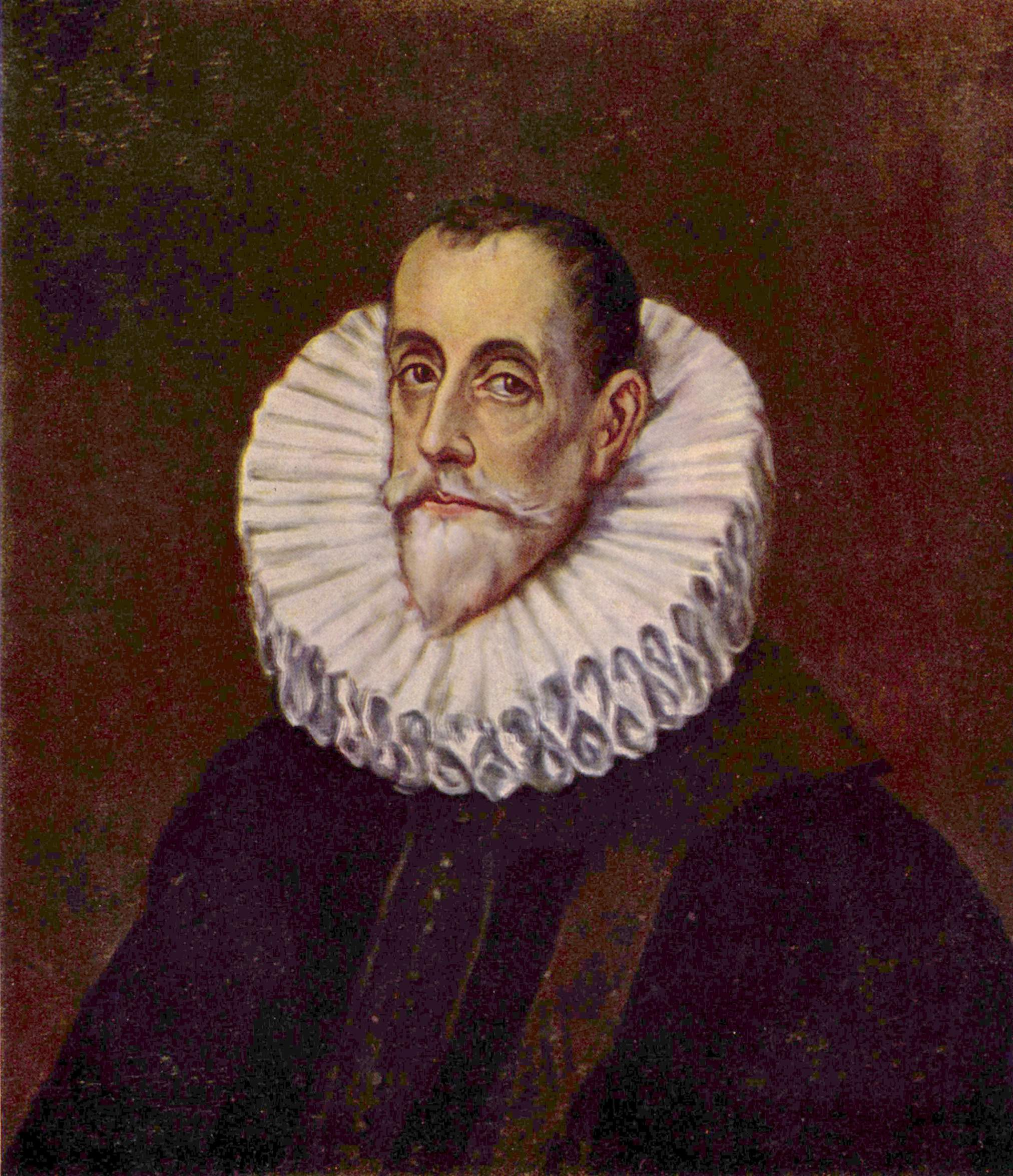
El Greco, Portrét dona Rodriga Vasqueza
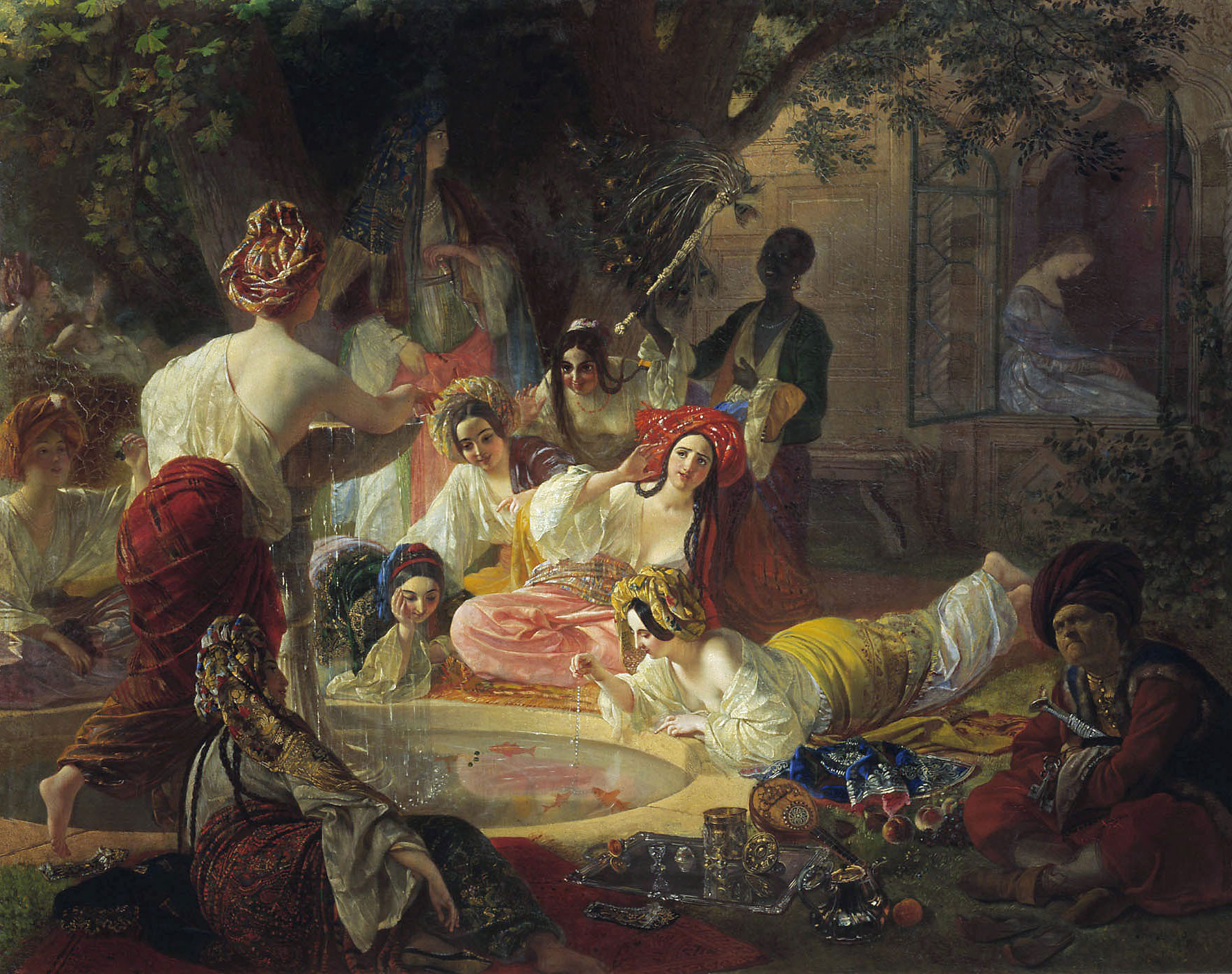
Karl Brjullov, Bachčisarajská fontána
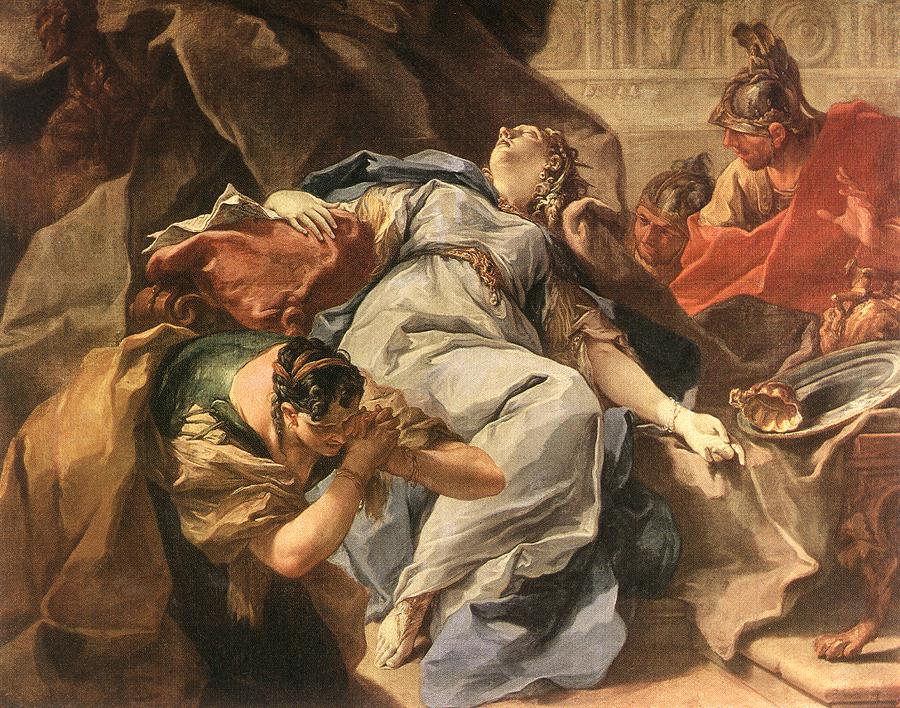
G. Pittoni, Smrt Sofonisby, konec 18. stol., olej na dřevě
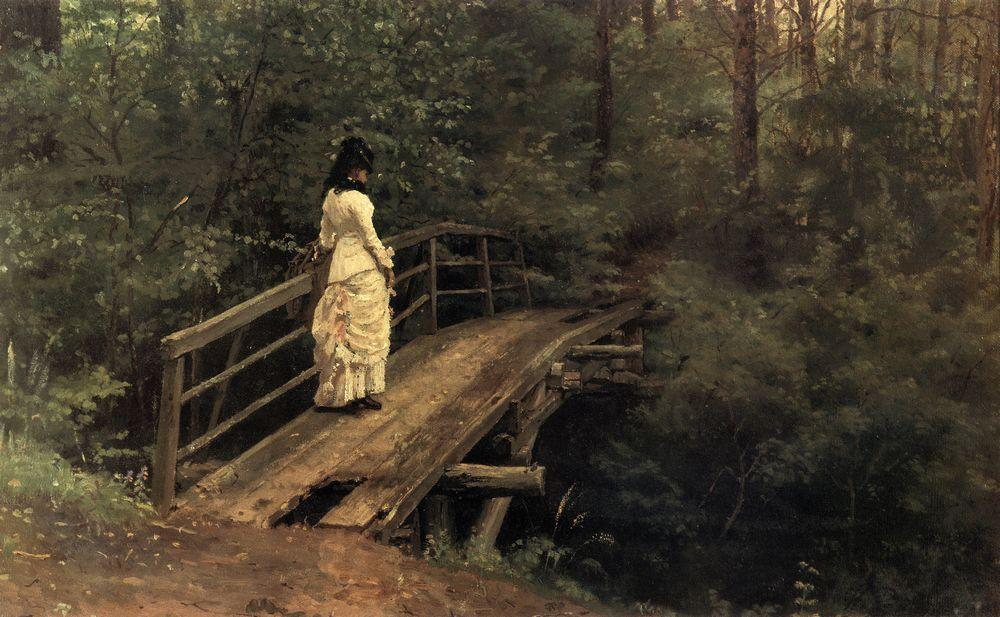
Ilja Repin, Most v Abrancevě
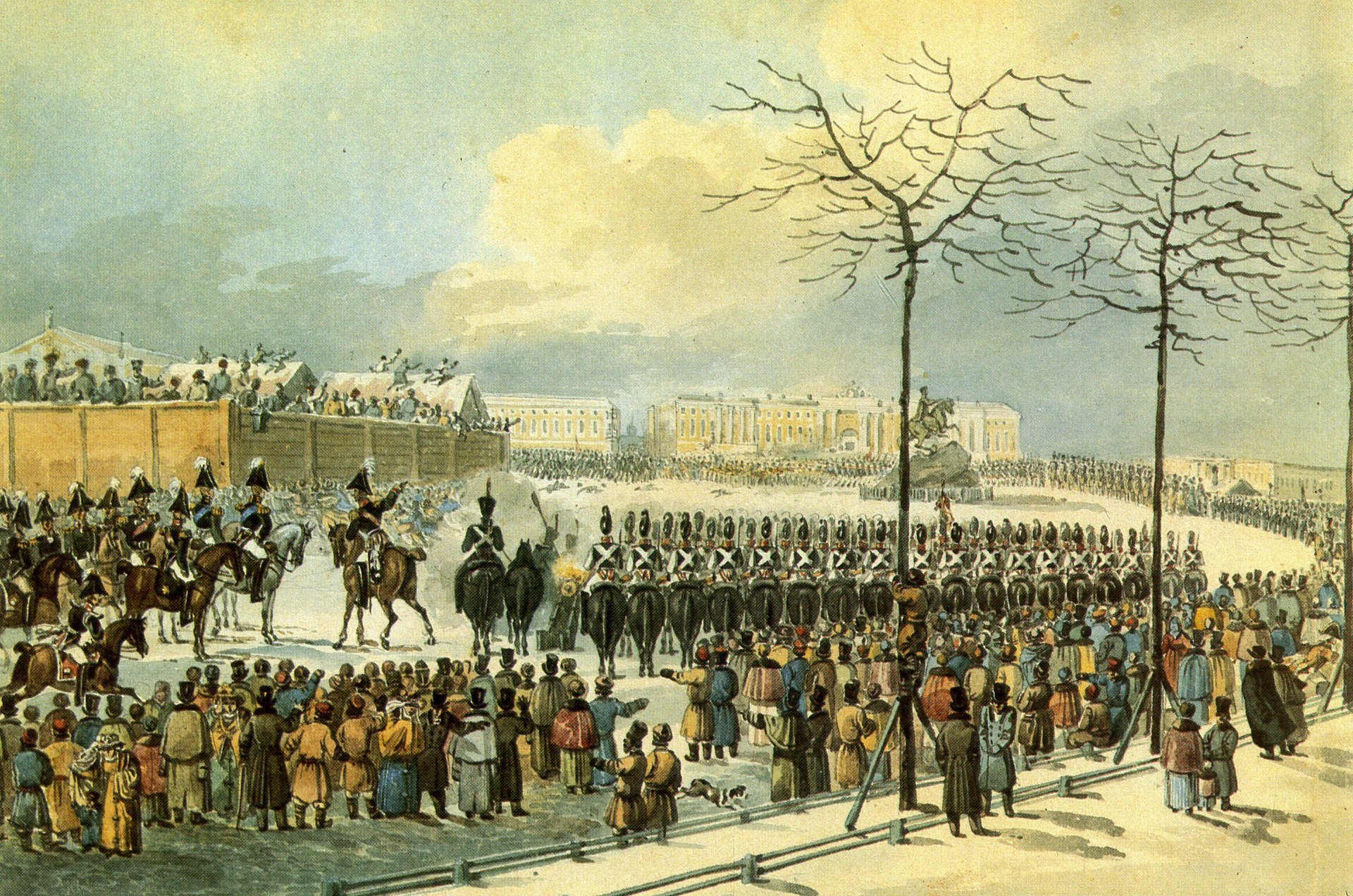
Karl Ivanovič Koľman, Poprava Děkabristů v Petrohradě
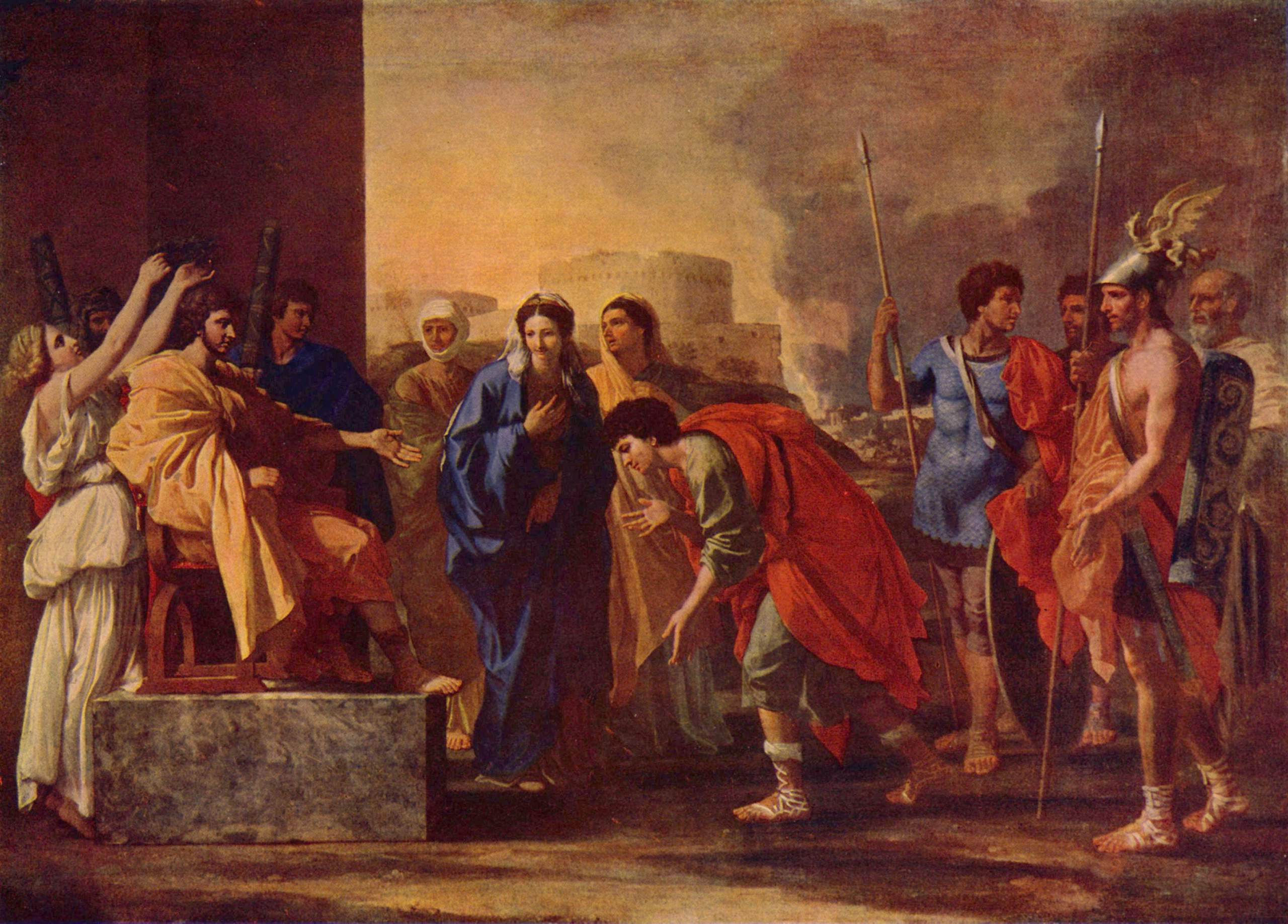
Nicolas Poussin, Velkorysost Scipionova
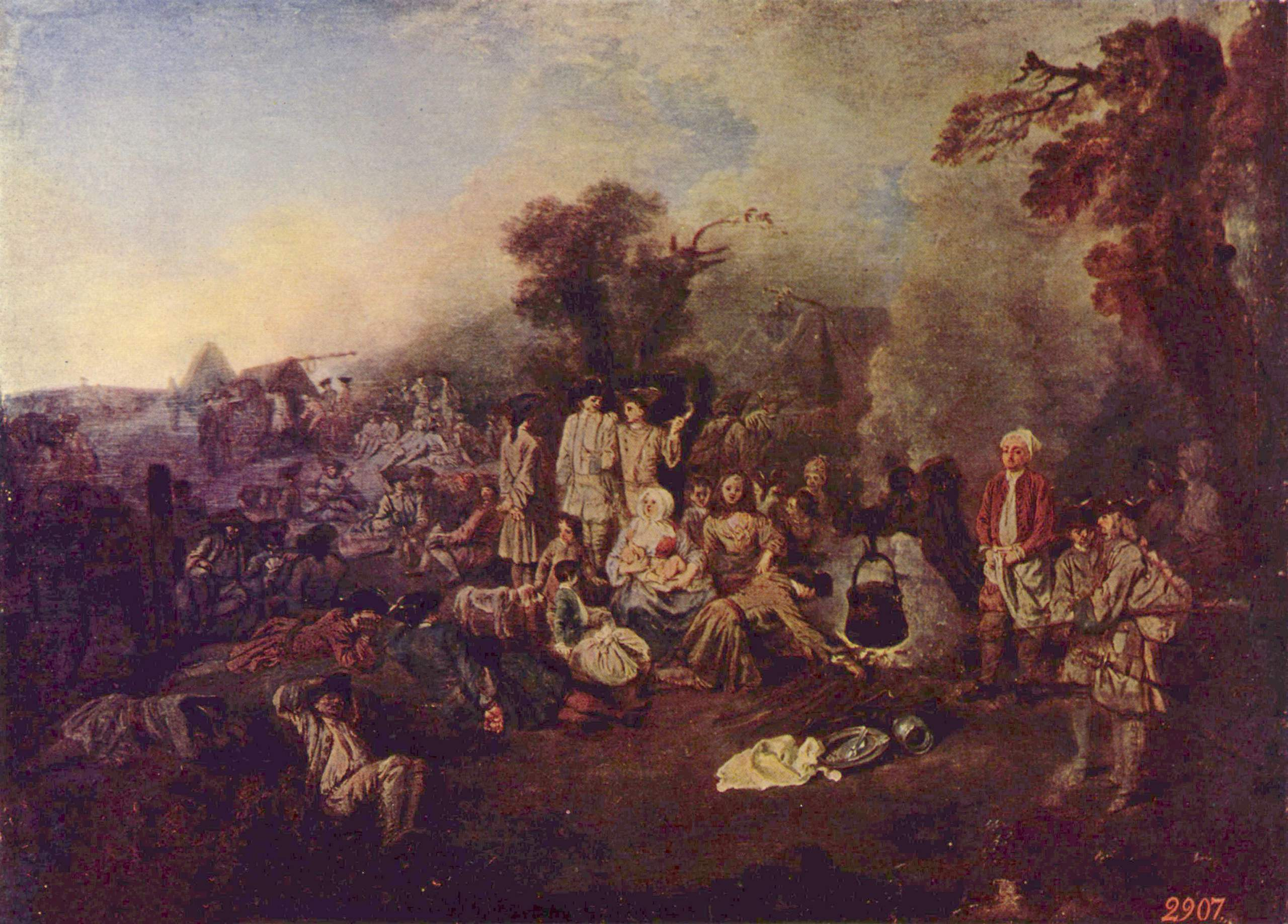
Antoine Watteau, Tábor
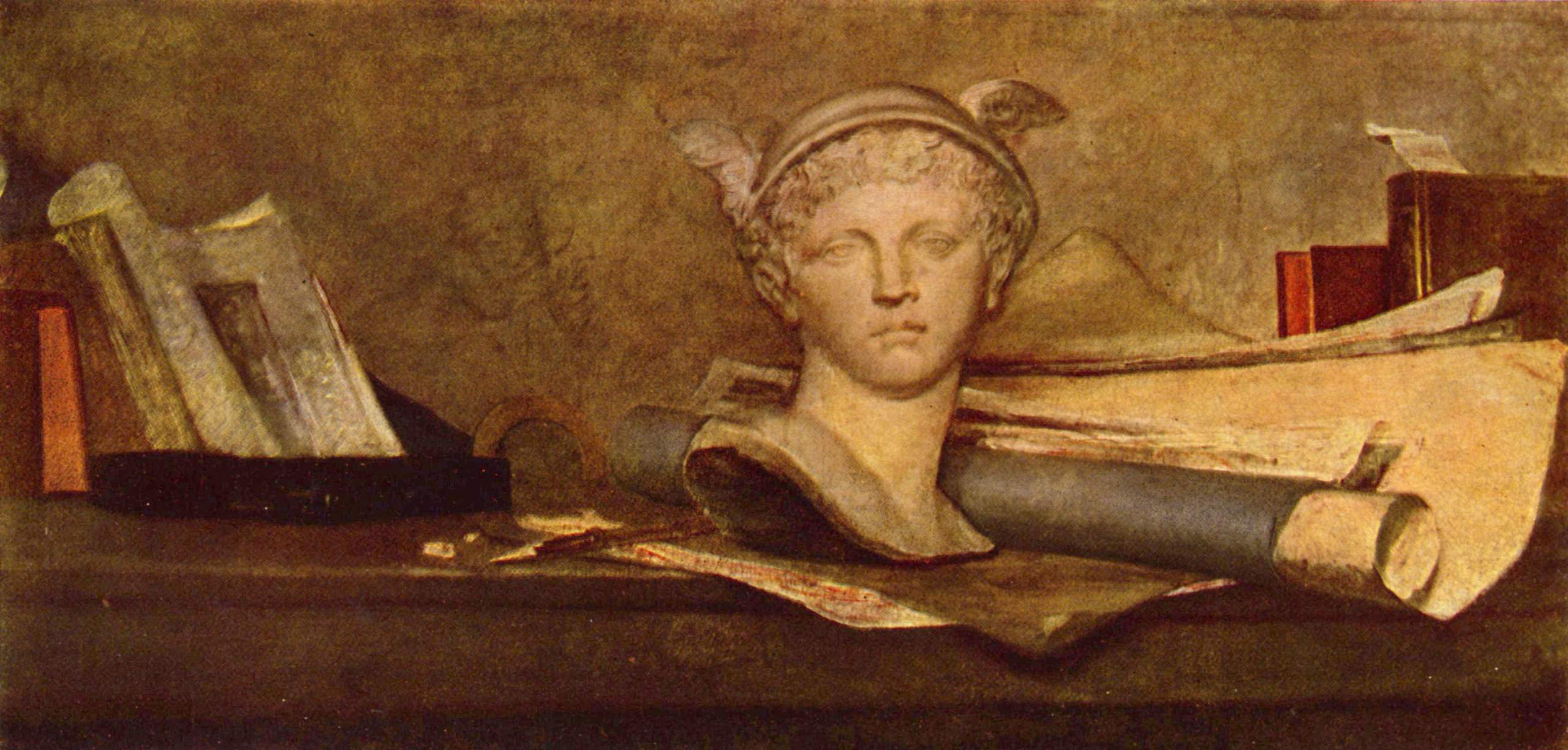
Jean-Baptiste Siméon Chardin, Zátiší s atributy umění
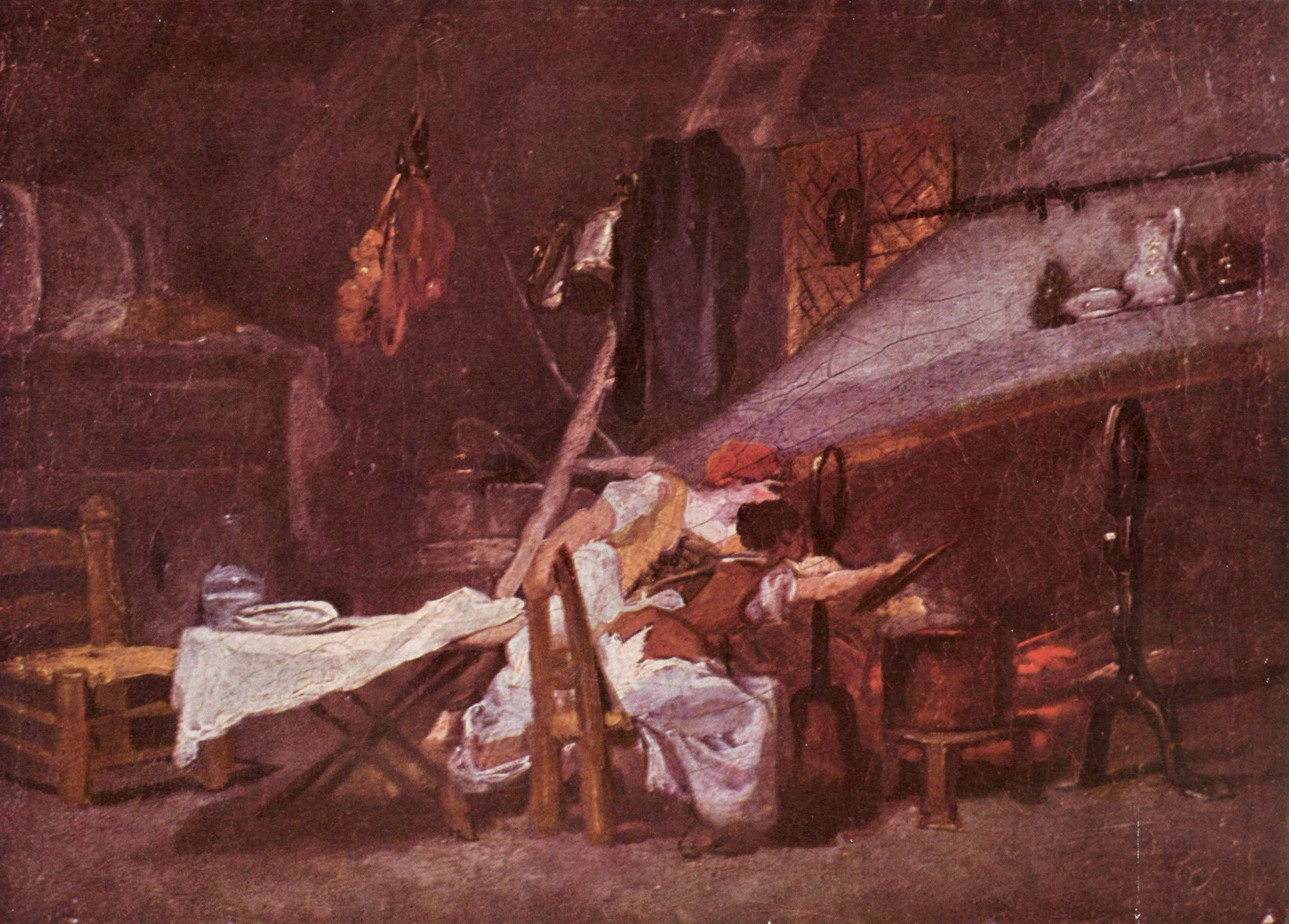
Jean-Honoré Fragonard, U Krbu
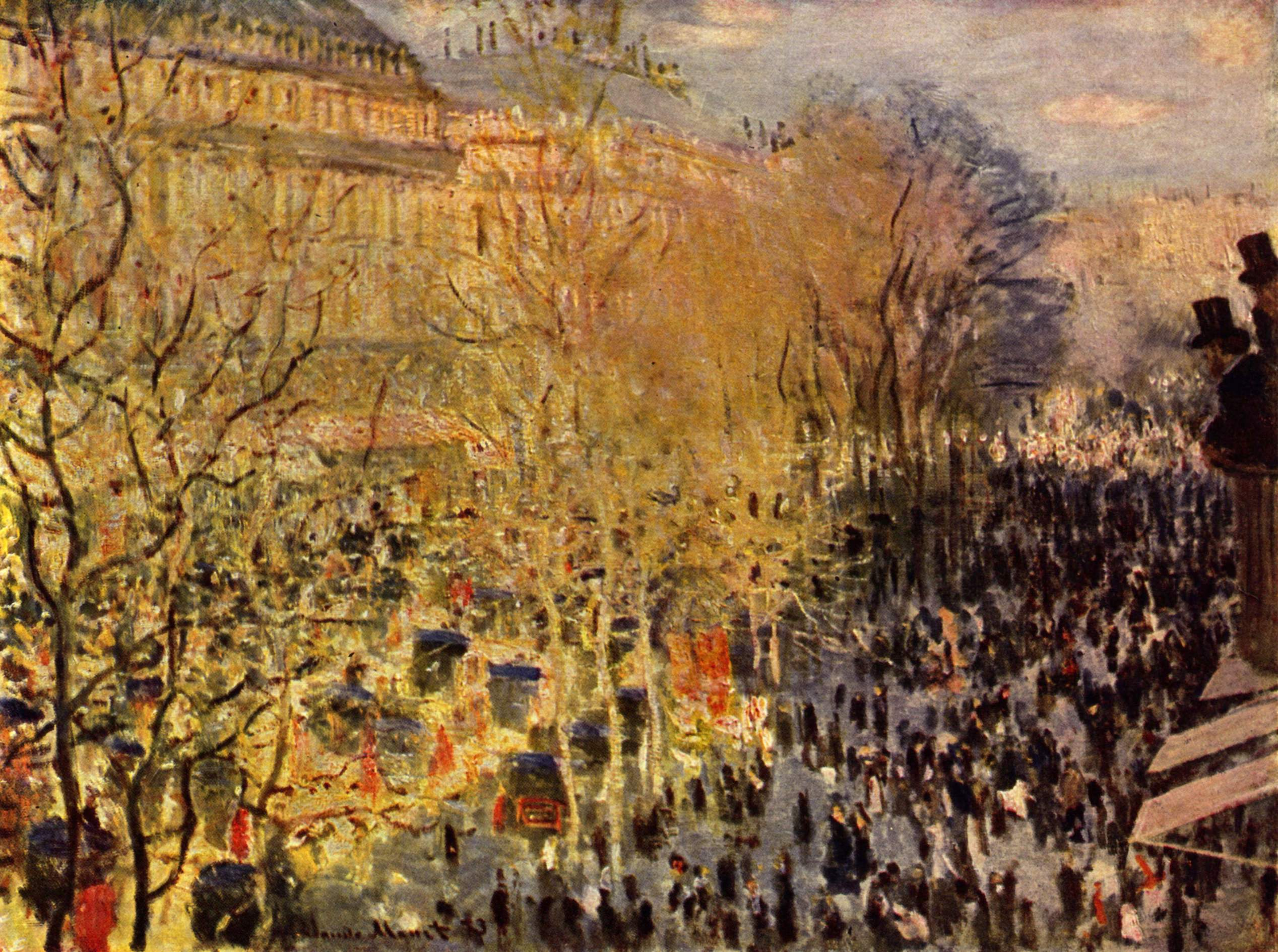
Claude Monet, Boulevard des Capucines v Paříži